# Christopher Trousdale
Christopher "Chris" Trousdale, född Christopher Ryan Trousdale den 11 juni 1985 i New Port Richey, Florida, död 2 juni 2020 i Burbank, Kalifornien, var en amerikansk sångare, dansare och skådespelare samt tidigare medlem i musikgruppen Dream Street. Han medverkade även i en låt med svenska tjejgruppen Play.
Han medverkade i filmen The Biggest Fan från 2002 i rollen som sig själv.
Trousdale avled den 2 juni 2020, efter att ha smittats av covid-19.